# Ballet Vlaanderen
Ballet Vlaanderen is het grootste balletgezelschap in België. Het werd als Koninklijk Ballet van Vlaanderen opgericht door Jeanne Brabants op 1 december 1969, te Antwerpen. Het gezelschap brengt (hedendaagse) klassieke dans en maakt sinds 2014 deel uit van Opera Ballet Vlaanderen. Ballet Vlaanderen heeft zijn permanente basis in Theater 't Eilandje in Antwerpen. De studio's, ateliers en repetitieruimtes zijn daar ondergebracht. De producties van Ballet Vlaanderen zijn te zien in de opera's van Antwerpen en Gent.

## Geschiedenis
Op 1 december 1969 richtte danseres en choreografe Jeanne Brabants het Koninklijk Ballet van Vlaanderen op te Antwerpen. Toen Brabants in 1984 op pensioen ging, nam Russisch-Israëlisch choreograaf Valery Panov de artistieke leiding over. Zowel onder Brabants als Panov toerde het Koninklijk Ballet internationaal met repertoirewerk.
In 1987 volgde Robert Denvers Panov op. Hij veranderde de identiteit van het gezelschap ingrijpend. Het accent lag op avondvullende voorstelling. Traditionele producties werden aangevuld met ingrijpende bewerkingen zoals Het zwanenmeer van Jan Fabre. Verder trok Denvers choreografen aan die een hedendaagse toets aanbrachten, zoals Danny Rosseel, Marc Bogaerts, Maurice Wainrot en Christopher d'Amboise. Binnen de structuur van het Ballet werd in 1985 ook een afdeling musical opgezet. Deze bracht Nederlandstalige versies van musicals zoals Jesus Christ Superstar, Evita en West Side Story. De musicalafdeling verzorgde ook nieuw werk zoals Dear Fox en Sacco & Vanzetti. De tak werd echter stopgezet nadat het Ballet minder subsidies ontving.
De Australische Kathryn Bennetts en de Belg Jan Nuyts namen samen de artistieke leiding in 2005. Zij besteedden nog meer aandacht aan het hedendaags klassiek repertoire, zoals dat van George Balanchine, William Forsythe en Christopher Wheeldon.
In 2012 nam Kathryn Bennetts ontslag bij het ballet door de aanhoudende financieringsproblemen en de aankondiging van een fusie met Opera Vlaanderen waarmee ze zich niet kon verzoenen. Assis Carreiro volgde Bennetts vanaf september dat jaar op. Haar positie werd echter intern in het Koninklijk Ballet aangevochten. Aangezien de interne problemen bleven aanhouden werd Carreiro in 2014 ontslagen.
Vanaf augustus 2013 tot de einde van mei 2022 is de Fransman Olivier Patey balletmeester.
In 2014 fuseerde het Koninklijk Ballet met de Vlaamse Opera tot Opera Ballet Vlaanderen. Van 2015 tot 2022 was de Belgisch-Marokkaanse Sidi Larbi Cherkaoui artistiek directeur van het balletgezelschap. Sinds 2022 is deze taak overgenomen door overkoepelend artistiek directeur Jan Vandenhouwe, die reeds sinds 2019 artistiek directeur van het operagezelschap was.

## Musicalproducties
- 1986: Little Shop of Horrors
- 1986: Piaf
- 1986: Jesus Christ Superstar
- 1987: Evita
- 1988: My Fair Lady
- 1988: West Side Story
- 1990: Chicago
- 1990: Dear Fox
- 1991: Anatevka
- 1992: Hello Dolly
- 1993: De man van La Mancha
- 1994: Chess
- 1994: Jesus Christ Superstar
- 1996: Sacco & Vanzetti
- 1997: The Sound Of Music
- 1997: Jekyll & Hyde
- 1998: The King and I
- 1999: Company
- 2000: Follies
- 2001: The Hired Man
- 2001: A Little Night Music
- 2002: She Loves Me
- 2003: Red Star Line - Portret van een verloren lente
- 2004: Merrily We Roll Along